# Chiambretti Night
Chiambretti Night - Solo per numeri uno è stato un varietà condotto da Piero Chiambretti in seconda serata, a partire dal gennaio 2009 su Italia 1 e dal settembre 2010 al 9 aprile 2011 su Canale 5.
La prima edizione del programma è andata in onda da martedì 20 gennaio a giovedì 21 maggio 2009 su Italia 1 il martedì, il mercoledì e il giovedì alle 23:55 dallo studio E del CineVideoStudio - Studi Televisivi Milano.
La seconda edizione è partita martedì 22 settembre 2009, sempre su Italia 1, programmata per tutta la stagione 2009/2010 negli stessi giorni della settimana della prima edizione, ed è andata in onda dallo studio 11 di Cologno Monzese fino al 29 aprile 2010.
Per la terza edizione, invece, il programma è stato promosso sulla rete principale del gruppo Mediaset, Canale 5, dal 14 settembre 2010 con due puntate a settimana, martedì e giovedì.
La sigla del programma è The Race del gruppo musicale svizzero Yello. All'inizio di ogni puntata il conduttore si esibiva in un ballo sulle note del brano.

## Il programma

### Prima edizione (2009)
Il programma è stato presentato giovedì 4 dicembre 2008 in un ARCI, con la presenza del vicepresidente di Mediaset Pier Silvio Berlusconi, ed è stato anticipato da alcuni spot pubblicitari ritraenti Silvio Berlusconi e Fedele Confalonieri da giovani, insieme allo stesso Chiambretti. Per anticipare la messa in onda della seconda edizione sono stati prodotti dei promo che raffiguravano alcune fotografie di personaggi celebri da bambini, tra cui lo stesso Chiambretti.
Chiambretti Night è il primo programma condotto da Piero Chiambretti sulle reti Mediaset.
Supportato dai testi di Tiberio Fusco, Chiambretti ogni sera intervista vari ospiti all'interno di uno studio che ricorda un vero e proprio night club, arricchito dalla presenza di ballerine, pianista e pubblico, che può accomodarsi attorno a dei tavolini.
Tra le interviste della prima edizione, particolare risalto hanno avuto quelle a Emmanuel Milingo, disturbata dalla moglie Maria Sung contrariata dalla presenza delle ballerine poco vestite del programma accanto al marito, o quella a José Mourinho, seguitissima dal pubblico a casa testimoniato da un dato auditel di 1 419 000 spettatori.
Oltre alle interviste, sono proposti alcuni argomenti ricorrenti, sui quali un gruppo di ospiti si confronta parlando di un argomento sviluppabile in parecchi punti e che si prolunga per buona parte dell'edizione. Nella prima edizione è stato affrontato l'argomento della misteriosa morte di Moana Pozzi insieme a ospiti che hanno conosciuto la celebre pornostar; lo spazio, denominato Moana's Story, veniva trattato una volta a settimana. Proprio durante questo spazio accadde un fatto che catalizzò l'attenzione nei media per qualche giorno; Maurizia Paradiso, amica della Pozzi e invitata in studio, è protagonista di uno svenimento che si rivelò finto.
La trasmissione è arricchita da un numeroso cast, composto prevalentemente da comici che interagiscono con il conduttore durante i momenti della trasmissione; dalla prima edizione figura come ospite fisso, tra i tanti, Diego Abatantuono. Tra i personaggi del cast sono presenti la primadonna Danah Matthews, Tatti Sanguineti, i Krisma, Aldo Piazza nei panni di Mara Maionchi, Claudio Lauretta, che interpreta Antonio Di Pietro, e il pianista Jonathan Kashanian.
Al termine della prima edizione, da venerdì 12 giugno, è andato in onda Chiambretti Story, riassunto dei migliori momenti dell'edizione, per quattro venerdì.

### Seconda edizione (2009-2010)
La seconda edizione del programma, partita nel settembre 2009 e terminata il 29 aprile 2010, presenta qualche cambiamento nel cast ma rimane praticamente immutata nella formula di realizzazione; sono previste interviste e dibattiti su argomenti di interessa generale. Tra i cambiamenti più importanti nel cast, l'abbandono del pianoforte da parte di Jonathan Kashanian, che ha ricoperto il ruolo di "inviato esterno", e l'insediamento di Fiammetta Cicogna al suo posto (rimasta però solo per metà stagione), oltre all'uscita di scena della primadonna Danah Matthews, sostituita da Nora e Lola Mogalle, e di Diego Abatantuono.
Altre novità sono state l'entrata nel cast del Coniglio, interpretato da Alberto Argentesi, alias Pernazza, membro del gruppo musicale Ex-Otago, che parla in rima quando interpellato dal conduttore e dell'Uomo ragno.
Durante la stagione sono state riprese numerose rubriche, tra cui uno spazio fisso contro la chirurgia estetica "selvaggia", al quale ha preso parte come ospite fisso Mariella Sobrino, titolare degli omonimi centri dimagranti, e Mondo gayo, dedicato all'omosessualità nel mondo della televisione, durante il quale sono intervenuti spesso personaggi omosessuali.
Sono state trasmesse anche puntate monotematiche riguardanti argomenti ben specifici, tra cui una puntata interamente dedicata alla morte di Michael Jackson.

### Terza edizione (2010-2011)
La terza edizione del programma, iniziata il 14 settembre 2010, ha segnato un punto di svolta, venendo promossa su Canale 5 sempre in seconda serata, per due sere a settimana, il giovedì e il venerdì. La formula del programma non ha previsto modifiche, mentre sono state apportate alcune modifiche al cast. Hanno partecipato lo stilista Joshua Fenu che ha dato consigli di stile in trasmissione all'ex sindaco di Milano Letizia Moratti, i cantanti Renato Zero, Bryan Ferry, Coolio, il ballerino Joaquín Cortés, la produttrice Rita Rusić e le attrici Violante Placido, Asia Argento e Aída Yéspica. Nella seconda parte della stagione, ripartita il 21 gennaio 2011,, la trasmissione è andata in onda sempre su Canale 5 il venerdì e il sabato in seconda serata fino al 16 aprile.

### Riproposizioni
Il programma, durante le sue due prime edizioni andate in onda su Italia 1, prevedeva tre serate settimanali di cui una di replica di una puntata già andata in onda. Nell'estate 2010, la trasmissione ha invece guadagnato la prima serata della rete digitale La 5: dal successivo mese di novembre la trasmissione è invece riproposta da un'altra emittente digitale, Mediaset Extra, insediandosi nella seconda serata del martedì.

## Ascolti

### Terza edizione
| Puntata | Data              | Telespettatori | Share  |
| ------- | ----------------- | -------------- | ------ |
| 1       | 14 settembre 2010 | 827 000        | 17,30% |
| 2       | 16 settembre 2010 | 1 131 000      | 18,25% |
| 3       | 21 settembre 2010 | 1 072 000      | 12,51% |
| 4       | 23 settembre 2010 | 896 000        | 13%    |
| 5       | 28 settembre 2010 | 943 000        | 12,98% |
| 6       | 30 settembre 2010 | 1 013 000      | 13,42% |
| 7       | 5 ottobre 2010    | 794 000        | 8,57%  |
| 8       | 7 ottobre 2010    | 982 000        | 11,84% |
| 9       | 12 ottobre 2010   | 1 080 000      | 12,67% |
| 10      | 14 ottobre 2010   | 1 146 000      | 15,31% |
| 11      | 21 ottobre 2010   | 1 324 000      | 15,42% |
| 12      | 28 ottobre 2010   | 1 441 000      | 18,76% |
| 13      | 4 novembre 2010   | 1 203 000      | 14,52% |
| 14      | 11 novembre 2010  | 1 351 000      | 17,38% |
| 15      | 18 novembre 2010  | 1 083 000      | 13,81% |
| 16      | 25 novembre 2010  | 1 113 000      | 16%    |
| 17      | 21 gennaio 2011   | 1 186 000      | 17,12% |
| 18      | 22 gennaio 2011   | 1 116 000      | 14,57% |
| 19      | 28 gennaio 2011   | 1 389 000      | 15,35% |
| 20      | 29 gennaio 2011   | 1 102 000      | 15,11% |
| 21      | 4 febbraio 2011   | 1 273 000      | 15,04% |
| 22      | 5 febbraio 2011   | 1 334 000      | 18,63% |
| 23      | 11 febbraio 2011  | 1 683 000      | 19,90% |
| 24      | 12 febbraio 2011  | 969 000        | 15%    |
| 25      | 18 febbraio 2011  | 700 000        | 6,56%  |
| 26      | 19 febbraio 2011  | 815 000        | 7,26%  |
| 27      | 25 febbraio 2011  | 1 193 000      | 15,89% |
| 28      | 26 febbraio 2011  | 1 382 000      | 16,13% |
| 29      | 4 marzo 2011      | 1 179 000      | 14,73% |
| 30      | 5 marzo 2011      | 1 091 000      | 16,19% |
| 31      | 11 marzo 2011     | 1 641 000      | 18,24% |
| 32      | 12 marzo 2011     | 1 175 000      | 16,22% |
| 33      | 18 marzo 2011     | 1 526 000      | 17,27% |
| 34      | 25 marzo 2011     | 1 030 000      | 15,17% |
| 35      | 26 marzo 2011     | 843 000        | 14,27% |
| 36      | 1º aprile 2011    | 1 182 000      | 19,14% |
| 37      | 2 aprile 2011     | 956 000        | 16,65% |
| 38      | 8 aprile 2011     | 1 046 000      | 15,07% |
| 39      | 9 aprile 2011     | 758 000        | 14,85% |

## Il cast
Il cast, pur avendo un ruolo secondario nella realizzazione dello show, è estremamente ricco e, come detto comprende gruppi di comici e non solo.

### Prima edizione (2009)
- Danah Jane Matthews (Primadonna)
- Micol Ronchi (Coniglia)
- Bill Goodson (Coreografo)
- Jonathan Kashanian (Pianista)
- I Gemelli Ceccarelli (I Ragazzi di Italia 1)
- Diego Abatantuono (Academy Special One)
- Costantino della Gherardesca (Radical chic)
- Leonardo Tretola (Opinionista)
- Tatti Sanguineti (Portavoce del Presidente del Consiglio)
- Felix (The Voice of America)
- Gli Ex Voto (Krisma)
- The Sisters: Christina Bertarello, Vhelade, Moncia e Regina
- Aldo Piazza (Drag queen)
- I Toreri: El Gringo (Andrea Busetto), El Biondo (Cristian Pozzulo), El Cane (Davide Olmeo), El Gatto (Andrea Piccirillo) e El Bimbo (Gabriele Madotto).
- Adriano Casassa (Economista\Scrittore)
- Alessandra Faiella (Soubrette leopardata, pericolo pubblico numero uno e guardarobiera)
- Claudio Lauretta (Imitatore di Antonio Di Pietro)
- Tiziano Crudeli (Opinionista calcistico)
- Fabrizio Moretti (Critica artistica)
- Annalena Benini (Lettera al numero uno)
- Eve La Plume (Performer Burlesque)
- Alan Magnetti (Poeta Crepuscolare, ospite fisso)
- Dana Matthews (Soubrette)

### Seconda edizione (2009/2010)
- Lola/Nora Mogalle (Primadonna)
- Chiara Salvadè (Playmate)
- Micol Ronchi (Coniglia)
- Bill Goodson (Coreografo)
- Fiammetta Cicogna (Pianista)
- I Gemelli Ceccarelli (I Ragazzi di Italia 1)
- Costantino della Gherardesca (Radical chic)
- Leonardo Tretola (Opinionista)
- Tatti Sanguineti (Guardia della garitta 17)
- Jonathan Kashanian (In diretta fittizia da New York)
- Felix (The Voice of America)
- Gli Ex Voto (Krisma)
- The Sisters: Christina Bertarello, Vhelade, Moncia e Regina
- Aldo Piazza (Drag queen)
- I Pirati: El Gringo (Andrea Busetto), El Biondo (Cristian Pozzulo), El Cane (Davide Olmeo), El Gatto (Andrea Piccirillo) e El Bimbo (Gabriele Madotto)
- Alberto Argentesi, voce e tastierista degli Ex-Otago, detto Pernazza (Coniglio rapper)
- Tiziano Crudeli (Opinionista calcistico)
- Fabrizio Moretti (Critica artistica)
- L'uomo ragno
- Clizia Incorvaia (La principessa sul pisello)
- Alessandro Di Sarno (In diretta fittizia da Parigi)
- Eve La Plume (Performer Burlesque)
- DJ Aniceto (il dj contro la droga e a favore del latte)
- Pino Scotto
- Alan Magnetti (Poeta crepuscolare, ospite fisso)

### Terza edizione (2010/2011)
- Claire Galtier (Primadonna)
- Andrea Bacchetti (Pianista)
- Micol Ronchi (Coniglia)
- Luca Tassinari (Matematico)
- Andrea Lehotská (opinionista in studio)
- Aldo Piazza (impersona Mara Maionchi)
- Alberto Argentesi, voce e tastierista degli Ex-Otago (Coniglio rapper)
- Gli Ex Voto (Krisma)
- Felix (The Voice of America)
- The Sisters: Christina Bertarello, Vhelade, Moncia e Regina
- Clizia Incorvaia (La principessa sul pisello)
- Alessandro Di Sarno (In diretta fittizia da Parigi)
- Lydie Pages (opinionista in studio)
- Joshua Fenu ("The King of Cool", stilista da Los Angeles)
- Lucky Moon (ballerina del Cirque du Soleil)
- Alan Magnetti (poeta crepuscolare, ospite fisso)
- I Pirati: El Gringo (Andrea Busetto), El Biondo (Cristian Pozzulo), El Cane (Davide Olmeo), El Gatto (Andrea Piccirillo) e El Bimbo (Gabriele Madotto)

## Premi e riconoscimenti
- 2009 - Premio Regia Televisiva categoria Top 10.
- 2011 - Premio Regia Televisiva categoria Top 10.